# 鍾曉晴
鍾曉晴（Queenie Chung，1993年11月13日—）是香港社運人士，居於上水古洞村石仔嶺區。九十後動員前主席，學生組織學民思潮前召集人，古洞北發展關注組前成員。
鍾曉晴是2010年香港中學會考考生，畢業於東華三院李嘉誠中學，因分數未符合升學資格，決定參加第一屆香港中學文憑考試，於2012年入讀香港中文大學逸夫書院修讀文學士及教育學士（中國語文教育）同期結業雙學位課程。
2010年成立網上組織「九十後大聯盟」，其後更名為「九十後動員」，並成為組織負責人。於社交平台Facebook召集網民參與21週年紀念六四遊行以及維園六四燭光晚會，頓時成為傳媒焦點。
其後於2011年協助黃之鋒及林朗彥成立學民思潮，擺設街站收集市民簽名以反對當局設立德育及國民教育科，但一年後因雙方組織目標分岐，鍾曉晴帶領九十後動員退出學民思潮。
2013年6月，行政會議通過新界東北發展計劃最新修訂方案，引起社會極大爭議。自2010年起，鍾曉晴已於網絡上發表文章批評該計劃的執行。
2013年7月25日，發展局局長陳茂波出席立法會公聽會時，鍾曉晴以中文大學新亞書院的校訓批評陳茂波的誠信問題，並贈送一本新約聖經，寓意「謹記基督徒名份，不被瑪門所蒙蔽自己的心智」。

## 相關連結
- 九十後的第一次 認清歷史真相　央求家人「帶我來」 （页面存档备份，存于） 蘋果日報，2010-06-05
- 90後上街 堅守「三不」規條[永久]
- YouTube上的90後動員走出校園關注政事 蘋果日報，2011-02-16